# ناهويل لوسادا
ناهويل لوسادا (بالإسبانية: Nahuel Losada)‏ (17 أبريل 1993 ببيريسو في الأرجنتين - ) هو لاعب كرة قدم أرجنتيني في مركز حراسة المرمى.

## روابط خارجية
- ناهويل لوسادا على موقع قاعدة بيانات كرة القدم.إي يو (الإنجليزية)
- ناهويل لوسادا على موقع Soccerway.com (الإنجليزية)